# Krupienie
Krupienie (biał. Крупені; ros. Крупени) – wieś na Białorusi, w obwodzie witebskim, w rejonie głębockim, w sielsowiecie Hołubicze.

## Historia
W czasach zaborów w granicach Imperium Rosyjskiego.
W dwudziestoleciu międzywojennym wieś i folwark leżał w Polsce, w województwie wileńskim, w powiecie dziśnieńskim, do 11 kwietnia 1929 w gminie Dokszyce, następnie w gminie Hołubicze.
Według Powszechnego Spisu Ludności z 1921 roku zamieszkiwało:
- wieś – 35 osób, wszystkie były wyznania prawosławnego i zadeklarowały białoruską przynależność narodową. Było tu 7 budynków mieszkalnych[4].
- folwark – 55 osób, 30 było wyznania rzymskokatolickiego, a 25 prawosławnego. Jednocześnie 28 mieszkańców zadeklarowało polską przynależność narodową, a 27 białoruską. Były tu 3 budynki mieszkalne[4].

Spis powszechny z 1931 wymienia tylko wieś, gdzie w 12 domach zamieszkiwały 62 osoby.
Miejscowość należała do parafii rzymskokatolickiej w Zaszcześlu i prawosławnej w Hołubiczach. Podlegała pod Sąd Grodzki w Głębokiem i Okręgowy w Wilnie; właściwy urząd pocztowy mieścił się w Hołubiczach.